# Herbert Hellhund
Herbert Hellhund (* 20. Februar 1950) ist ein deutscher Jazz-Trompeter und Musikwissenschaftler. Bis zur Pensionierung war er seit 1986 als Professor an der Hochschule für Musik, Theater und Medien Hannover Leiter des dortigen Bereichs Rock, Pop und Jazz.

## Leben
Hellhund studierte Musikwissenschaft, Psychologie und Pädagogik an der Justus-Liebig-Universität Gießen und Trompete an der Kunstuniversität Graz. 1984 promovierte er bei Ekkehard Jost mit einer Arbeit über Cool Jazz, die 1985 bei Schott erschien („Cool Jazz – Grundzüge seiner Entstehung und Entwicklung“) und ein Standardwerk ist. Nach der Promotion war er zwei Jahre Redakteur beim Südwestfunk in Baden-Baden, bevor er 1986 Professor in Hannover wurde, wo er u. a. Jazzgeschichte, Trompete und Improvisation unterrichtete. Im Jahr 2018 wurde er pensioniert. Seit 1979 tritt Hellhund auch als Trompeter auf (u. a. auf dem Jazzfest Berlin siehe Website), er absolvierte zahlreiche Auftritte auf internationalen Festivals und ungezählte Clubauftritte. Auch CD- und Rundfunkaufnahmen stellte er her. Zurzeit hat er eine eigene Combo. 2006 erschien sein dreibändiges Lehrwerk „Jazz Trompete kreativ“ bei Schott in Mainz, 2018 sein Buch „Jazz. Harmonik, Melodik, Improvisation, Analyse“ bei Reclam.